# Aspbackfly
Aspbackfly, Parastichtis suspecta, är en fjärilsart som beskrevs av Jacob Hübner 1817. Aspbackfly ingår i släktet Parastichtis och familjen nattflyn, Noctuidae. Arten är reproducerande och har livskraftiga (LC) populationer i både Sverige och i Finland. Inga underarter finns listade.

## Bildgalleri

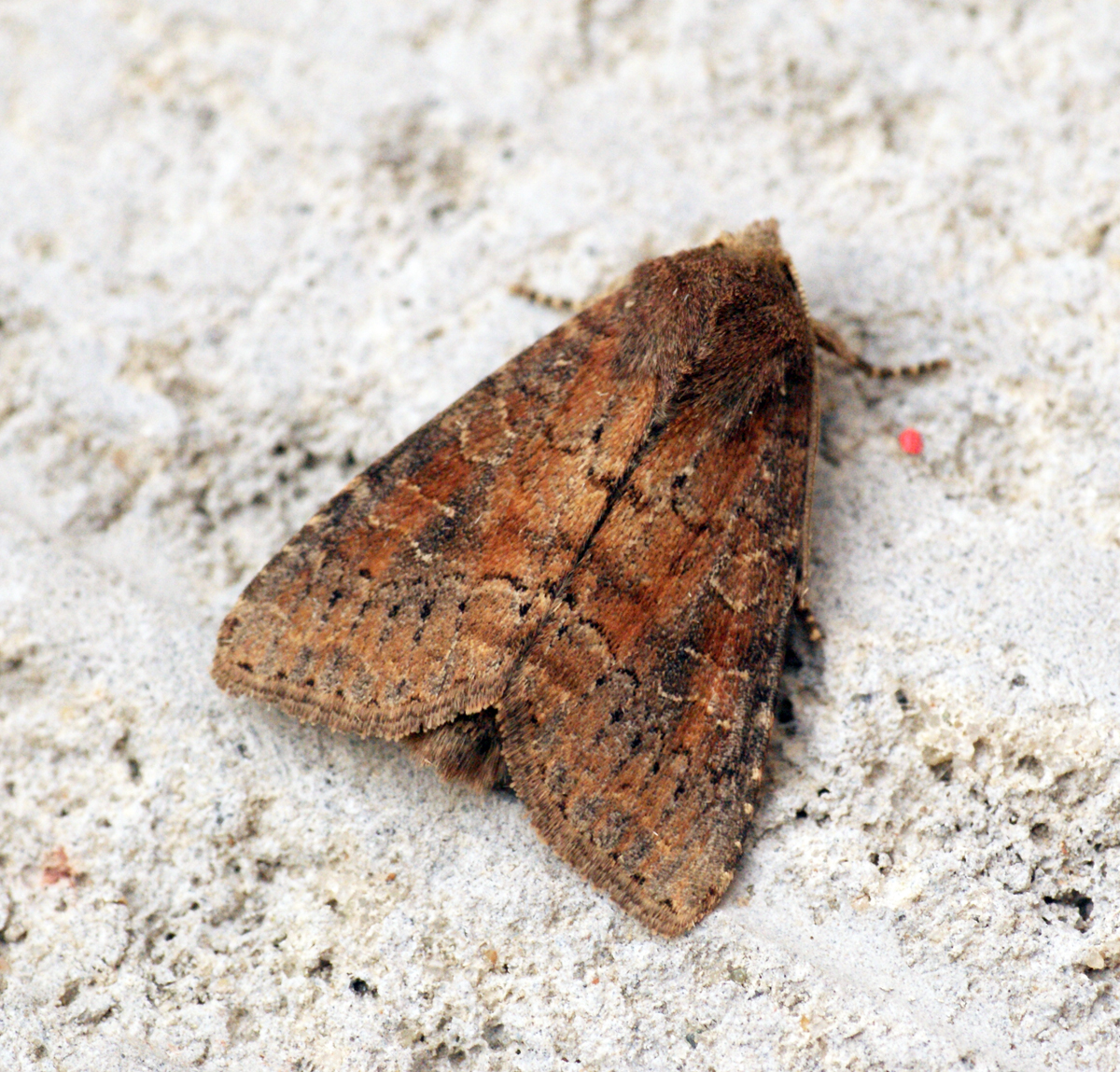
Imago fjäril
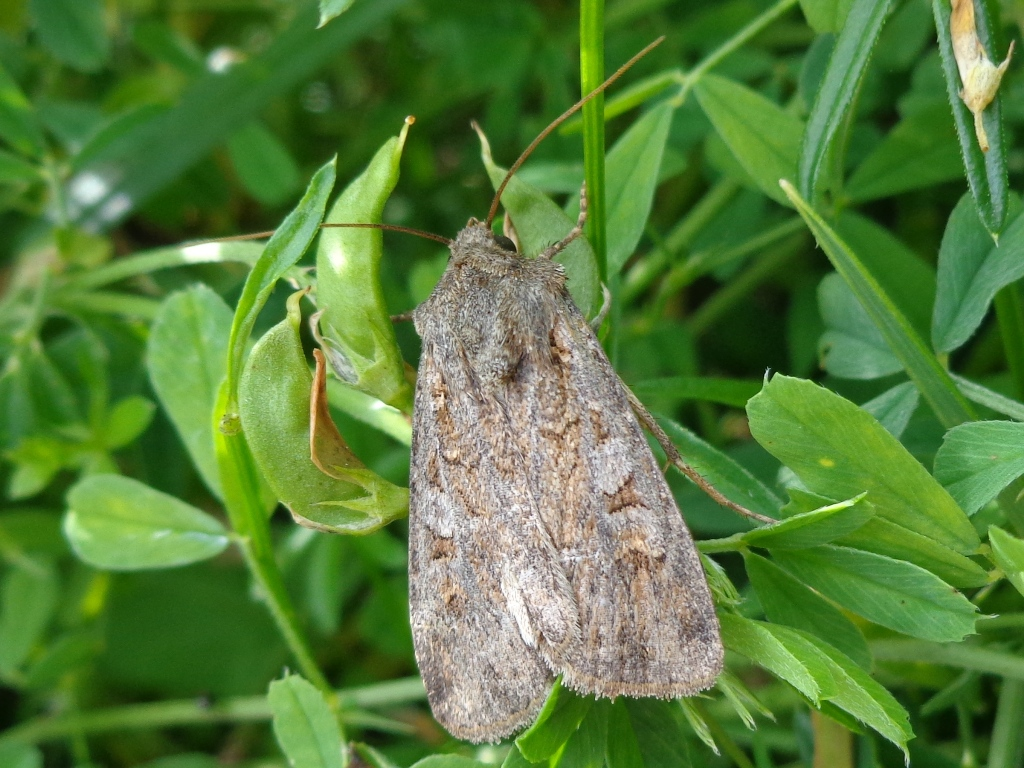
Imago fjäril
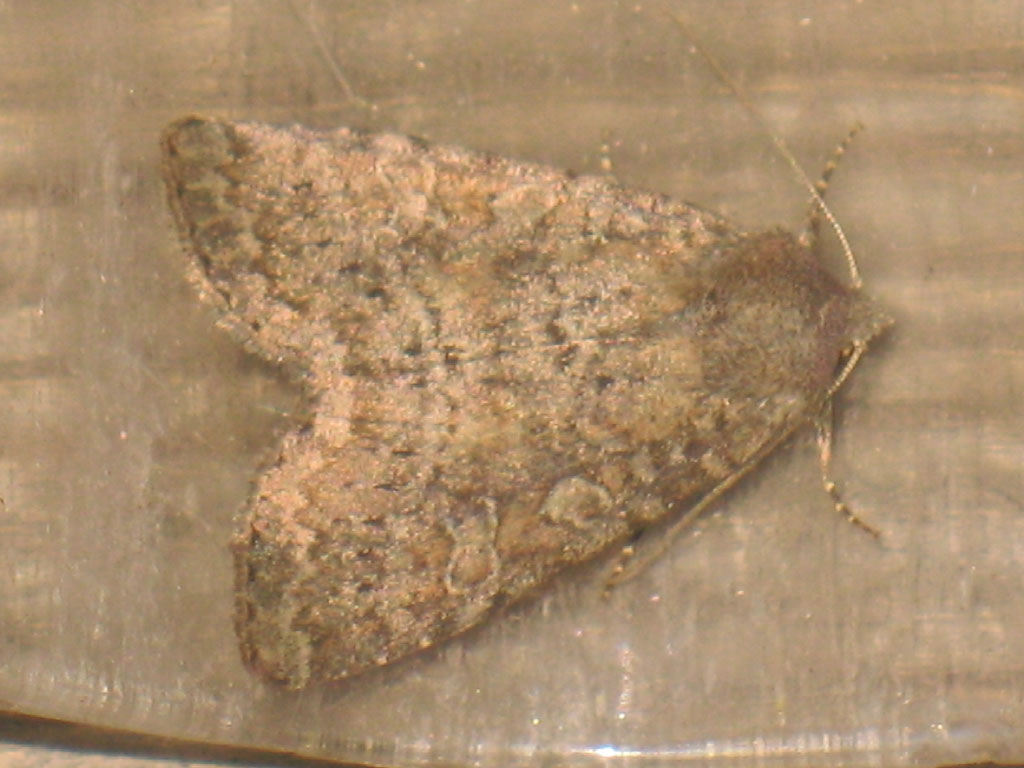
Imago fjäril
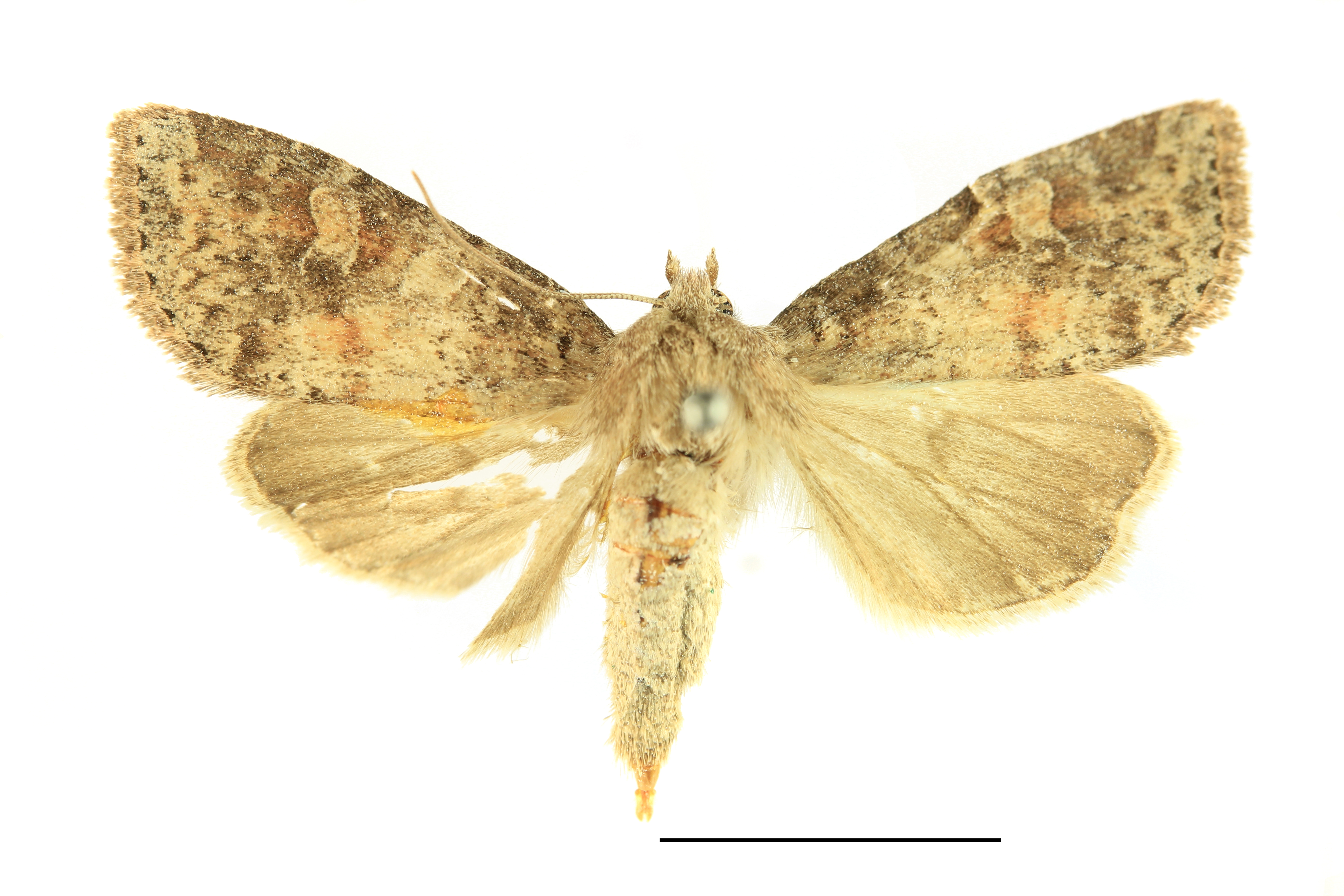
Preparerad (uppnålad) imago fjäril